# Nižný Mirošov
Nižný Mirošov é um município da Eslováquia, situado no distrito de Svidník, na região de Prešov. Tem 7,02 km² de área e sua população em 2018 foi estimada em 271 habitantes.

## Demografia
| Ano:        | 1994 | 2004    | 2014   | 2024   |
| ----------- | ---- | ------- | ------ | ------ |
| Broj ljudi: | 220  | 257     | 258    | 265    |
| Razlika:    |      | +16,81% | +0,38% | +2,71% |

| Ano:               | 2023 | 2024   |
| ------------------ | ---- | ------ |
| Número de pessoas: | 259  | 265    |
| Diferença:         |      | +2,31% |